# Index (Washington)
Index az Amerikai Egyesült Államok északnyugati részén, Washington állam Snohomish megyéjében elhelyezkedő város. A 2010. évi népszámlálási adatok alapján 178 lakosa van.

## Történet
A térség első lakói a xɬ'xausalt folyó északi partján élő skykomish indiánok voltak. A környék lakosságszámának növekedése a faiparnak és a Monte Cristó-i aranyláznak volt köszönhető.
Az 1889-ben Amos Gunn szállóként is szolgáló lakásán alapított Index nevét a mutatóujjat formáló Index-hegyről (később Baring-hegy) kapta. A postahivatal 1891-ben nyílt meg. Gunn a település létrejöttét 1893. április 25-én jelezte az illetékes hatóságoknak. A július 22-ei tűzben az épületek nagy része megsemmisült.
Index 1907. október 11-én kapott városi rangot. Az 1980-as években mindössze egy étterem és egy üzlet kínált munkát.
A megyei közműszolgáltató a 2010-es években a város közelében vízerőművet létesített volna, azonban környezetvédők és helyi lakosok tiltakozása miatt a terv nem valósult meg.

## Éghajlat
| Hónap                         | Jan.  | Feb.  | Már. | Ápr. | Máj. | Jún. | Júl. | Aug. | Szep. | Okt. | Nov.  | Dec.  | Év    |
| ----------------------------- | ----- | ----- | ---- | ---- | ---- | ---- | ---- | ---- | ----- | ---- | ----- | ----- | ----- |
| Rekord max. hőmérséklet (°C)  | 16,7  | 22,8  | 26,7 | 32,8 | 37,8 | 36,7 | 38,3 | 36,7 | 36,7  | 30,0 | 20,6  | 16,1  | 38,3  |
| Átlagos max. hőmérséklet (°C) | 6,1   | 8,9   | 11,7 | 15,0 | 18,3 | 21,1 | 24,4 | 24,4 | 21,7  | 15,0 | 8,3   | 5,0   | 15,0  |
| Átlagos min. hőmérséklet (°C) | 0,0   | 0,0   | 1,7  | 3,3  | 6,7  | 9,4  | 11,1 | 11,1 | 8,9   | 5,6  | 2,2   | −0,6  | 5,0   |
| Rekord min. hőmérséklet (°C)  | −16,1 | −18,0 | −8,9 | −2,8 | −0,6 | −0,6 | 3,3  | 1,1  | −1,1  | −5,0 | −13,3 | −18,0 | −18,0 |
| Átl. csapadékmennyiség (mm)   | 405   | 269   | 264  | 199  | 141  | 107  | 52   | 50   | 116   | 279  | 481   | 355   | 2718  |
| Forrás: The Weather Channel   |       |       |      |      |      |      |      |      |       |      |       |       |       |

## Népesség
A 2010-es népszámláláskor a városnak  lakója,  háztartása és  családja volt. A népsűrűség  fő/km2. A lakóegységek száma , sűrűségük  db/km2. A lakosok       . 
A háztartások %-ában élt 18 évnél fiatalabb. % házas,   % pedig nem család. % egyedül élt; %-uk 65 éves vagy idősebb. Egy háztartásban átlagosan  személy élt; a családok átlagmérete  fő.
A medián életkor  év volt. A város lakóinak %-a 18 évesnél fiatalabb, % 18 és 24 év közötti, %-uk 25 és 44 év közötti, %-uk 45 és 64 év közötti, %-uk pedig 65 éves vagy idősebb. A lakosok %-a férfi, %-a pedig nő.

## Közigazgatás
A város irányításáért a polgármester és az öttagú képviselőtestület felel. Bizonyos szolgáltatásokat (például árvízvédelem) Snohomish megye biztosít.

## Fordítás
- Ez a szócikk részben vagy egészben  az   Index, Washington című angol Wikipédia-szócikk ezen változatának fordításán alapul.  Az eredeti cikk szerkesztőit annak laptörténete sorolja fel. Ez a jelzés csupán a megfogalmazás eredetét és a szerzői jogokat jelzi, nem szolgál a cikkben szereplő információk forrásmegjelöléseként.